# Jordi Font i Rodon
Jordi Font i Rodon (Tarragona, 1924 – Sant Cugat del Vallès, 26 juli 2024) was een Catalaanse jezuïet en psychiater. Van 1964 tot 1982 was hij hoogleraar psychiatrie aan de Universiteit van Barcelona.

## Biografie

### Jeugd
Hij werd geboren in 1924 in Tarragona in een katholieke republikeinse familie, als zoon van een Barcelonese arts en oftalmoloog en een moeder uit Valls. Tijdens de Tweede Spaanse Republiek (1931-1939) was zijn vader actief in de Unió Democràtica de Catalunya. Tot zijn zestiende bracht hij zijn jeugd door in Tarragona. Zijn twee oudere broers zijn ook arts geworden. Na de machtsovername door dictator Francisco Franco in 1939 kwam zijn vader, als overtuigd catalanist in de gevangenis. Door de verwarde toestand tijdens de Spaanse Burgeroorlog en de naoorlogse jaren kon hij pas laat zijn middelbare studies afsluiten en zijn studies geneeskunde beginnen. Daarna postuleerde hij in het Jezuïetenklooster Santa María de Veruela in Vera de Moncayo.

### Academische carrière
Hij promoveerde in 1958 aan de Universiteit van Barcelona met de thesis La fatiga en relación con la actividad mental (Vermoeidheid in relatie tot de geestelijke activiteit).
Hij werd een gerespecteerd figuur, zowel voor de kwaliteit van zijn wetenschappelijke en psychotherapeutische werk als zijn uitstraling als persoon in diverse organisaties. In 1964 richtte hij met twee collega's-psychiaters in Barcelona de Stichting Vidal i Barraquer op. Dit instituut biedt hulp bij psychische problemen, en bood van in het begin - wat voor die tijd zeer innoverend was - zowel biomedische, psychologische als sociale zorg. Hij is sedert 1993 lid van de raad van advies van het Plataforma per la Llengua, een catalanistische vereniging ter bescherming en ter bevordering van de Catalaanse taal.
Voor zijn wetenschappelijke werk kreeg hij diverse onderscheidingen: de premi Jordi Gol (1989) door de Academie voor medische wetenschappen van Catalonië en de Balearen, in 2003 het Creu de Sant Jordi van de Catalaanse regering en in 2004 de Medaille Narcís Monturiol voor wetenschappelijke en technologische vooruitgang.

### Overlijden
Jordi Font i Rodon overleed in 2024 kort voor zijn 100e verjaardag.

## Werken
Enkele van zijn werken kunnen kosteloos gedownload worden.
- “Espiritualitat i salut mental” (Spiritualiteit en geestelijke gezondheid), Col·lecció Quaderns de la Fundació Joan Maragall, 2006, 30 blz. ISBN 84-8297-904-3
- “El malestar en les societats del benestar” (Onwelzijn in de welvaartsmaatschappij), Col·lecció Quaderns de la Fundació Joan Maragall, 1999, 37 blz. ISBN 84-8297-392-4
- Religió, psicopatologia i salut mental, (Godsdienst, psychopathologie en geestelijke gezondheid), Paidós, 1999.

- Biblioteca Nacional de España: XX950190
- Catàleg d'autoritats de noms i títols de Catalunya: 981058520011906706
- Gemeinsame Normdatei: 1147176655
- International Standard Name Identifier: 0000 0000 8102 5015
- Library of Congress Control Number: n84060556
- Nationale Bibliotheek van Israël: 987007261235505171
- Réseau des bibliothèques de Suisse occidentale: 02-A000064096
- Virtual International Authority File: 23537928
- WorldCat: E39PBJh4y4jhkbCpygt3ykd84q